# Willy Bocklant
Willy Bocklant (Bellegem, Kortrijk, 26 de gener de 1941 - Mouscron, 6 de juny de 1985) va ser un ciclista belga que fou professional entre 1962 i 1969. Durant la seva carrera esportiva destaquen les victòries al Tour de Romandia de 1963 i a la Lieja-Bastogne-Lieja de 1964.

## Palmarès
- 1960
  - 1r del Circuit Francobelga
  - 1r al Tríptic de les Ardenes i vencedor de 2 etapes
- 1962
  - 1r del Tour de Pircardia i vencedor d'una etapa
- 1963
  - 1r del Tour de Romandia
  - 1r al Stadsprijs Geraardsbergen
- 1964
  - 1r del Giro del Piemont
  - 1r de la Lieja-Bastogne-Lieja
- 1965
  - 1r a la Fletxa Brabançona
  - 1r a la Brussel·les-Ingooigem
  - 1r del Circuit de les regions frontereres
  - 1r del Gran Premi d'Isbergues
  - Vencedor d'una etapa de la París-Niça
  - Vencedor d'una etapa del Tour de Romandia
- 1967
  - 1r del Gran Premi E3
- 1968
  - Vencedor d'una etapa al Tour del Nord

### Resultats al Tour de França
- 1963. Abandona (16a etapa)
- 1964. Abandona (10a etapa)
- 1965. Abandona (10a etapa)